# Erirhinidae
Erirhinidae es una familia de insectos en Polyphaga del orden Coleoptera (escarabajos). Esta familia aloja 12 géneros y posee al menos 40 especies descriptas.
La familia Erirhinidae a veces es considerada una subfamilia de Brachyceridae, Erirhininae.

## Géneros
Estos doce géneros pertenecen a la familia Erirhinidae.
- Brachybamus Germar, 1835 i c g b
- Cyrtobagous Hustache, 1929 i c g b
- Grypus Germar, 1817 i c g b
- Lissorhoptrus LeConte, 1876 i c g b
- Neochetina Hustache, 1926 i c g b
- Notaris Germar, 1817 i c g b
- Notiodes Schönherr, 1838 i c g b
- Onychylis LeConte, 1876 i c g b
- Procas Stephens, 1831 i c g b
- Ruffodytes Osella, 1973 g
- Stenopelmus Schönherr, 1835 i c g b
- Tanysphyrus Germar, 1817 i c g b

Fuentes de datos: i = ITIS, c = Catalogue of Life, g = GBIF, b = Bugguide.net